# Справа Моро (фільм)
Справа Моро (італ. Il caso Moro) — італійська кримінальна драма, знята 1986 року Джузеппе Феррарою. Фільм оповідає про викрадення та вбивство прем'єр-міністра Альдо Моро 1978 року.

## У ролях
- Джан Марія Волонте — Альдо Моро
- Маттія Сбрагія — член «Червоних бригад»
- Бруно Занін — член «Червоних бригад»
- Консуелло Феррара — член «Червоних бригад»
- Енріка Марія Модуньйо — член «Червоних бригад»
- Енріка Россо — член «Червоних бригад»
- Мауріціо Донадоні — член «Червоних бригад»
- Стефано Аббаті — член «Червоних бригад»
- Даніло Маттеї — член «Червоних бригад»
- Massimo Tedde — член «Червоних бригад»
- Франческо Капітано — член «Червоних бригад»
- Маргарита Лосано — Нора Моро
- Серджо Рубіні — Джованні Моро
- Даніела де Сілва — Марія Фіда Моро
- Емануела Таскіні — Анна Моро